# Saison 2 de Munch
Chronologie
Saison 1 Saison 3
Cet article présente le guide des épisodes de la deuxième saison de la série télévisée française Munch.

## Distribution

### Acteurs principaux
- Isabelle Nanty : Me Gabrielle Munchovski, dite Munch
- Lucien Jean-Baptiste : Me Hubert Bellanger
- Aurélien Wiik : Gaspard Leclerc, détective privé
- Tom Villa : Me Aurélien Berton
- Paloma Coquant : Clarisse Duflot, secrétaire

### Acteurs récurrents
- Aaron Serfaty :   Nathan, fils de Clarisse (épisodes 5 et 6)
- Loreyna Colombo : Pauline, la fille d'Hubert (épisode 10)
- Nicolas Carpentier : Le procureur Jérôme Tillier (épisodes 1, 2, 4, 6, 8 et 9)
- Stéphane Guillon : Pierre Lomard (épisodes 4, 7 et 8)
- Oscar Berthe : Joseph Lomard, le fils de Pierre (épisodes 6 à 9)
- Xavier Gallais : Le juge Aubry (épisodes 9 et 10)
- Carl Ernouf : Agent Brazier (épisodes 1 à 3)
- Jean-Louis Garçon : Le juge Molay (épisodes 6 et 7)

## Liste des épisodes

### Épisode 1: Destins croisés, partie 1
- Belgique : 23 octobre 2018 sur La Une
- France : 25 octobre 2018 sur TF1

- France : 5,29 millions de téléspectateurs (23,2 % de part de marché)

- JoeyStarr : Vincent Lainé
- Jean-Baptiste Blanc : Noah Lainé, le fils de Vincent
- Camille Aguilar : Sonia Ricoeur
- Yannig Samot : Erwan Guénand, le coach
- Esteban Vial : Mattéo Lassalle
- Marie Le Cam : Mme Ricoeur, la mère de Sonia
- Delphine Saley : Mme Guénand, femme du coach
- Jean-Yves Chilot : Le Bâtonnier
- Husky Kihal : L'homme d'entretien de la piscine

### Épisode 2: Destins croisés, partie 2
- Belgique : 23 octobre 2018 sur La Une
- France : 25 octobre 2018 sur TF1

- France : 4,75 millions de téléspectateurs (24,8 % de part de marché)

- JoeyStarr : Vincent Lainé
- Jean-Baptiste Blanc : Noah Lainé, le fils de Vincent
- Camille Aguilar : Sonia Ricoeur
- Yannig Samot : Erwan Guénand, le coach
- Esteban Vial : Mattéo Lassalle
- Marie Le Cam : Mme Ricoeur, la mère de Sonia
- Delphine Saley : Mme Guénand, femme du coach
- Julia Dorval : Mlle Loriot, greffière

### Épisode 3: Secret défense
- Belgique : 30 octobre 2018 sur La Une
- France : 1er novembre 2018 sur TF1

- France : 5,69 millions de téléspectateurs (24,7 % de part de marché)

- Éric Bougnon : Le colonel Sicard
- Gaëlle Marie : Meriem
- Arnaud Koller : Le maréchal des logis Eric Larcher
- Makita Samba : Nicolas Bechet
- Sandrine Salyères : Erika
- Jean-Louis Tilburg : Le planton de l'hôpital

### Épisode 4: Une mère courage
- Belgique : 30 octobre 2018 sur La Une
- France : 1er novembre 2018 sur TF1

- France : 4,94 millions de téléspectateurs (26,7 % de part de marché)

- Alice Raucoules : Lise Vannier
- Maléna Perrot : Pauline Combloux
- Dorothée Pousséo : Mme Fresnoy

### Épisode 5: À couteaux tirés
- Belgique : 30 octobre 2018 sur La Une
- France : 15 novembre 2018 sur TF1

- France : 5,24 millions de téléspectateurs (23,6 % de part de marché)

- Farid Bentoumi : Lieutenant Carel
- Sarah Grappin : Amélie Daguerre
- Fanny Dumont : Flore Prieur
- Richard Bartolini : Sébastien Meurisse
- Jean-Christophe Barc : Le juge Malbergue

### Épisode 6: Meurtre 2.0
- Belgique : 6 novembre 2018 sur La Une
- France : 15 novembre 2018 sur TF1

- France : 4,42 millions de téléspectateurs (25,9 % de part de marché)

- Capucine Anav : Charlène Vasseur
- Mathieu Saïkaly : Stéphane Tillier, le demi-frère du procureur
- Guillaume Briat : Substitut Germain
- Tal : Marine Guillou
- Jérémie Laure : Guillaume Guillou
- Romain Rondeau : Lionel Becker

### Épisode 7: De père en fils
- Belgique : 6 novembre 2018 sur La Une
- France : 22 novembre 2018 sur TF1

- France : 5,17 millions de téléspectateurs (22,5 % de part de marché)

- Vincent Ozanon : Paul Sauveur
- Alexandra Jussiau : Juliette Sauveur
- Robin Migné : Valentin Sauveur
- Leelou Laridan : Ninon Sauveur
- Zoé Marchal : Marion
- Christiane Bopp : La procureure Robinet

### Épisode 8: Pot de terre contre pot de fer
- Belgique : 6 novembre 2018 sur La Une
- France : 22 novembre 2018 sur TF1

- France : 4,34 millions de téléspectateurs (22,9 % de part de marché)

- Isabelle Joly : Émilie Baron
- Nicolas Buchoux : Seles
- Elie Axas : Capitaine Viot

### Épisode 9: Cold Case, partie 1
- Belgique : 13 novembre 2018 sur La Une
- France : 29 novembre 2018 sur TF1

- France : 5,59 millions de téléspectateurs (24,4 % de part de marché)

- Anne Serra : Capitaine de gendarmerie Perrin
- Pierre Hiessler : Gaël Herpin
- Christophe Barbier : Maître Giraud
- Tracy Gotoas : Amina Kenge
- Eva Mazauric : Sabine Andrieu
- Benjamin Boyer : Bruno Andrieu, le mari de Sabine
- Lydia Cherton : Céline Forgeard
- Nicolas Van Beveren : Homme au bar
- Thomas Sagols : L'employé du crématorium

### Épisode 10: Cold Case, partie 2
- Belgique : 13 novembre 2018 sur La Une
- France : 29 novembre 2018 sur TF1

- France : 5,21 millions de téléspectateurs (27,9 % de part de marché)

- Anne Serra : Capitaine de gendarmerie Perrin
- Pierre Hiessler : Gaël Herpin
- Christophe Barbier : Maître Giraud
- Tracy Gotoas : Amina Kenge
- Eva Mazauric : Sabine Andrieu
- Benjamin Boyer : Bruno Andrieu, le mari de Sabine
- Lydia Cherton : Céline Forgeard
- Nicolas Van Beveren : Homme au bar
- Louise Marion : Copine de Salomé